# Orphan stories
Bei den sogenannten Orphan stories („Waisengeschichten“) bzw. Orphan tales handelt es sich um eine Gruppe von Erzählungen in Les mille et une nuits von Antoine Galland, die Galland von dem syrischen Maroniten Hanna Diyab aus Aleppo anlässlich seines Besuchs in Paris im Jahr 1709 übermittelt wurden. Es sind diejenigen Geschichten in Gallands berühmten Mille et une nuits, von denen keine arabische Originalfassung im Zusammenhang mit dem Korpus von Tausendundeiner Nacht vor Galland gefunden wurde.

## Einführung
Der Begriff der Orphan stories („Waisengeschichten“) wurde  den Angaben der Arabian Nights Encyclopedia (Abk. ANE) von Mia Gerhardt (1963: 12-14) geprägt, Richard Burton nannte diese Geschichten die „Gallandian histoires“ („Gallandschen Geschichten“) bzw. „Gallandian histories'“  und übersetzte sie im dritten Band seiner Supplemental Nights.
In der von Ulrich Marzolph, Richard van Leeuwen und Hassan Wassouf erstellten Arabian Nights Encyclopedia heißt es zu den „Orphan Stories“:

„The tales were communicated to Galland by the Syrian Maronite Hannâ Diyâb, who either told him the stories or gave them to Galland in writing; besides Galland’s notes, no written data concerning the process of transmission are preserved. Accordingly, it remains a matter of speculation to what extent Galland himself wrote up parts of the stories, both in wording and content.“

„Die Geschichten wurden Galland von dem syrischen Maroniten Hannâ Diyâb übermittelt, der sie ihm entweder erzählte oder schriftlich übergab; abgesehen von Gallands Notizen sind keine schriftlichen Daten über den Prozess der Übermittlung erhalten. So bleibt es Spekulation, inwieweit Galland selbst Teile der Geschichten in Wortlaut und Inhalt aufgeschrieben hat.“

Einige von ihnen wurden zu den berühmtesten Geschichten aus Tausendundeiner Nacht, wie Aladin und Ali Baba.
Die Orphan stories wurden in den Jahren 1712–1717 in den Bänden neun bis zwölf der Gallandschen Übersetzung Les mille et une nuits veröffentlicht. Ihre Titel lauten (ANE):
- Histoire d’Aladdin, ou la lampe merveilleuse (siehe ANE 346: ‘Alâ’ al-Dîn; siehe unter Aladin und die Wunderlampe);
- Les Aventures du calife Haroun-al-Raschid (siehe ANE 349: The Caliph’s Night Adventure);
- Histoire de l’aveugle Baba Abdalla (siehe ANE 350: The Story of the Blind Man Bâbâ ‘Abdallâh);
- Histoire de Sidi Nouman (siehe ANE 351: History of Sîdî Nu‘mân);
- Histoire de Cogia Hassan Alhabbal (siehe ANE 352: History of Khawâjâ Hasan al-Habbâl);
- Histoire d’Ali Baba et de quarante voleurs exterminés par une esclave (siehe ANE 353: ‘Alî Bâbâ and the Forty Thieves; siehe unter Ali Baba und die vierzig Räuber);
- Histoire d’Ali Cogia, marchand de Bagdad (siehe ANE 354: ‘Alî Khawâjâ and the Merchant of Baghdad);
- Histoire du prince Ahmed et de la fée Pari-Banou (siehe ANE 355: Prince Ahmad and the Fairy Perî Bânû);
- Histoire des deux sœurs jalouses de leur cadette (siehe ANE 356: The Two Sisters Who Envied Their Cadette).

Der große Erfolg von Gallands Übersetzung machte diese Erzählungen zu einem untrennbaren Bestandteil von Tausendundeiner Nacht. Die beiden berühmtesten dieser Geschichten,  Aladin und Ali Baba und die vierzig Räuber, wurden den Angaben der Arabian Nights Encyclopedia zufolge später in gefälschten arabischen Manuskripten wiedergegeben, um zu beweisen, dass ihr Text aus einer „ursprünglichen“ arabischen Erzählung stamme. Auch der Ursprung einiger weiterer Geschichten in Gallands Text sei nicht zweifelsfrei geklärt.
Die zufällige Entdeckung eines arabischen Manuskript im Vatikan mit den Memoiren des Syrers Hanna Diyab wurde als „Weltsensation“ geschildert:

„Vor allem Aladin macht eine erstaunliche Karriere und wird als „berühmteste von Menschen erfundene Geschichte“ gepriesen. Was allerdings kaum jemand weiß: Weder „Aladin und die Wunderlampe“ noch „Sindbad der Seefahrer“ oder „Ali Baba und die vierzig Räuber“ gehören zum ursprünglichen Kanon von „Tausendundeine Nacht“. Jahrhundertelang mühte sich die Wissenschaft vergebens, die Herkunft dieser sogenannten Waisengeschichten zu klären.
Nur durch Zufall wird im Vatikan ein arabisches Manuskript mit den Memoiren des Syrers Hanna Diyab entdeckt. Sein Inhalt ist eine Weltsensation: Mit Diyab ist der wahre Autor der Waisengeschichten gefunden. 1709 war er nach Paris gereist und hatte dem französischen Übersetzer Galland die Geschichten erzählt.“

Die Ursprünge einiger der berühmtesten Geschichten aus Tausendundeiner Nacht, ihr Erzähler, Hanna Diyab, ihre Umgestaltung durch den Herausgeber Galland und ihre Rezeption im 20. Jahrhundert sind allesamt Forschungsthemen, die in den letzten Jahren viel Aufmerksamkeit erfahren haben.